# Bagh Chal

Het symmetrische speelbord van Bagh Chal

Bagh Chal (Nepalees: बाघ चाल bāgh cāl, "Bewegende Tijgers") is een strategisch bordspel voor twee spelers, welk wel gezien wordt als het nationale spel van Nepal. Het spel gebruikt hetzelfde speelbord als het spel Alquerque. Het doel van het spel voor de geiten is om de tijgers vast te zetten zodat die niet meer kunnen bewegen. Het doel van de tijgers is om vijf geiten te doden. 

## Plaatsingsfase
Het spel begint met in elke hoek een tijger die naar het midden van het bord kijkt. 
|  |  |  |  |  |
|  |  |  |  |  |
|  |  |  |  |  |
|  |  |  |  |  |
|  |  |  |  |  |

De spelers mogen om en om een zet doen. De speler van de geiten is als eerst aan de beurt om een geit op het speelbord te plaatsen. Hierna moet de speler van de tijgers een tijger verplaatsen. 
Hierbij zijn twee mogelijkheden:
- de tijger wordt naar een andere kruising geplaatst door een lijn te volgen
- een tijger springt over een geit die naast hem staat in een rechte lijn naar een open plaats achter de geit. Hierbij wordt de geit gedood en van het bord geplaatst. Het is voor de tijgers verplicht om te slaan als dit mogelijk is en de tijgers kunnen maar een geit per beurt doden. Tijgers kunnen echter niet achteruit slaan of zich omdraaien. Gedode geiten kunnen niet meer terug op het bord geplaatst worden.

Als er twintig keer een geit op het bord is geplaatst, dit is na 39 zetten, vindt de vervolgfase van het spel plaats.

## Vervolgfase

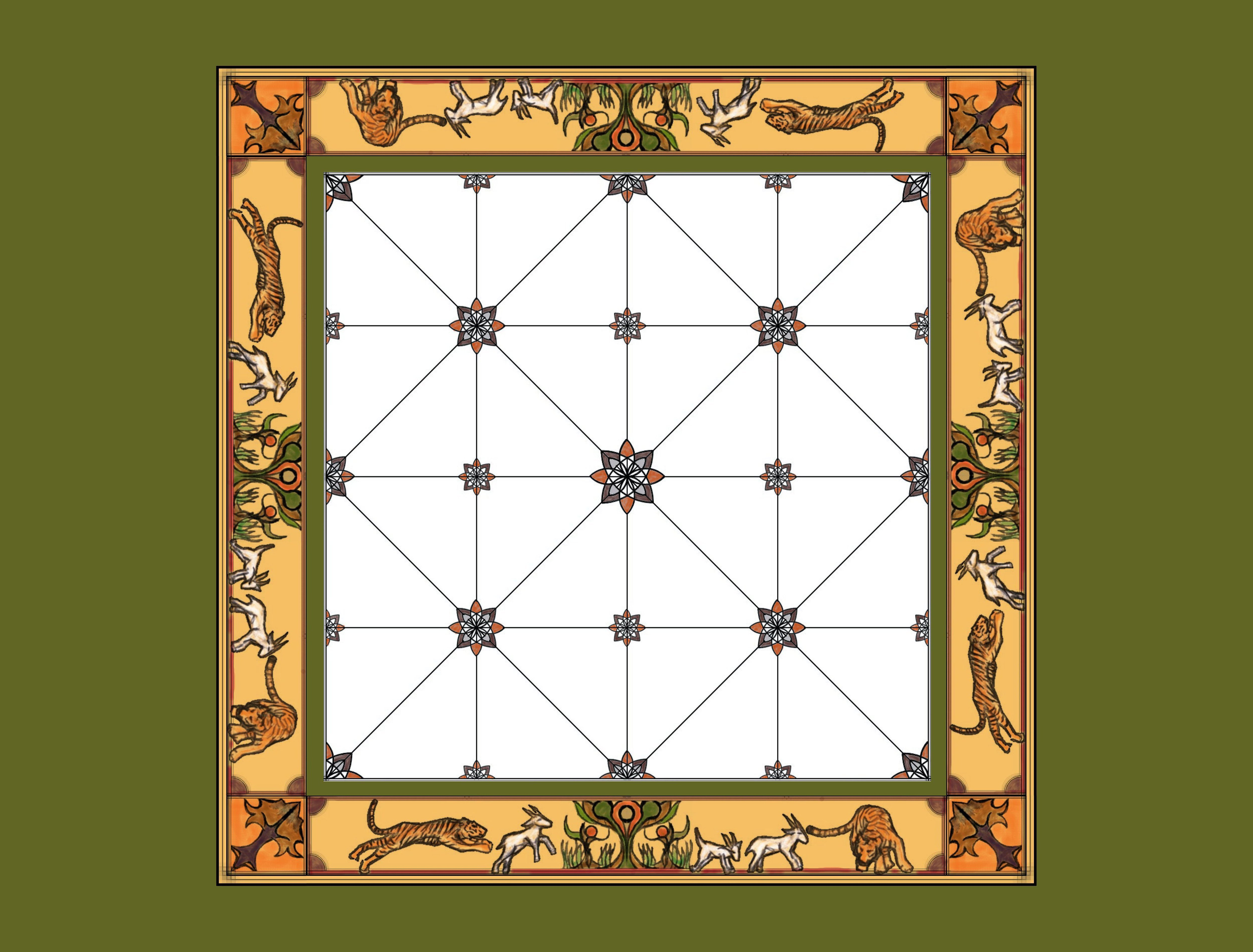
Speelbord van Bagh Chal

In deze fase mogen de geiten ook een stap doen naar een andere kruising zoals de tijgers. In deze fase is het niet toegestaan zetten te herhalen, zodat tweemaal dezelfde posities worden ingenomen. Als dit zich voordoet is het remise.

## Strategie
Strategie is in dit spel erg belangrijk. De strategie van de geiten is erop gebaseerd om de voor hun veilige bordranden te bezetten tijdens de plaatsingsfase, waarna de tijgers vastgezet kunnen worden in de vervolgfase.
De strategie van de tijgers is het voorkomen dat ze bij elkaar komen in de plaatsingsfase. Hierna moet er geprobeerd worden geiten te isoleren en te doden.